# Chelydra rossignonii
Chelydra rossignonii är en sköldpadda i familjen huggsköldpaddor som förekommer i Centralamerika. Populationen listades fram till 2008 som underart till snappsköldpadda (Chelydra serpentina). Artepitet i det vetenskapliga namnet hedrar den franska zoologen Jules Rossignon som publicerade flera texter om centralamerikanska reptiler.
Med en sköld som är upp till 47 cm lång (carapaxlängd) och en vikt av upp till 20 kg är arten en stor sötvattenlevande sköldpadda.
Utbredningsområdet sträcker sig från Veracruz i Mexiko till Belize, Guatemala och Honduras.
Liksom snappsköldpaddan borde arten föredra mindre vattendrag och insjöar. Såvida känd är arten endast nattaktiv och den simmar vid dessa tillfällen. Exemplar som vilar i solen observerades inte. Chelydra rossignonii är allätare och har alger, frukter som hamnade i vattnet, insekter, grodor, fiskar och kanske andra små ryggradsdjur som föda. I Mexiko observerades en hona som stannade mellan april och juni i ett näste för att uppföda ungarna. Honor lägger 20 till 30 ägg per tillfälle.
I sällsynta fall fångas arten för köttets skull. Ett större hot utgörs av landskapsförändringar. Några ungdjur fångas och säljs som sällskapsdjur. IUCN listar Chelydra rossignonii som sårbar (VU).